# Centaurea fraylensis
Centaurea fraylensis là một loài thực vật có hoa trong họ Cúc. Loài này được Sch.Bip. ex Nyman mô tả khoa học đầu tiên năm 1879.